# Driscoll’s
Driscoll’s ist der weltweit größte Lieferant von Beeren (Erdbeeren, Himbeeren, Brombeeren sowie Heidelbeeren). Der Weltmarktanteil wird auf 33 % geschätzt.
Driscoll’s baut selbst keine Beeren an, sondern verpackt und vermarktet die Früchte von angeschlossenen Bauern. Außerdem züchtet und vermehrt das Unternehmen Pflanzen in einer eigenen Abteilung für Forschung und Entwicklung.

## Geschichte
In den 1870er Jahren bauten Joseph Reiter und Richard Driscoll erstmalig Erdbeeren im Pajaro-Tal in Kalifornien an. Im Jahr 1904 gründeten sie das Unternehmen Banner Berry Farm, um Erdbeeren der Varietät Sweet Briar zu vermarkten. Diese Varietät wurde später als Banner Strawberry bekannt.
Gemeinsam mit weiteren Landwirten gründeten die beiden 1944 das Strawberry Institute of California, eine der ersten kommerziellen Zuchtoperationen für Erdbeeren. 1953 wurde die Genossenschaft Driscoll Strawberry Associates gegründet. 1966 schlossen sich die beiden letztgenannten zu Driscoll’s zusammen.
In den 1990ern wurde nach Europa expandiert und damit in diesem Jahrzehnt erstmals außerhalb von Kalifornien produziert, ebenfalls wurden erstmals chilenische Heidelbeeren geerntet.
Seit 2013 ist Driscoll's in China aktiv. Im Jahr 2022 setzte Driscoll's dort 15.000 Tonnen Beeren bei einem Umsatz von 239 Mio. US-Dollar um.